# بي أو بي (مغني)

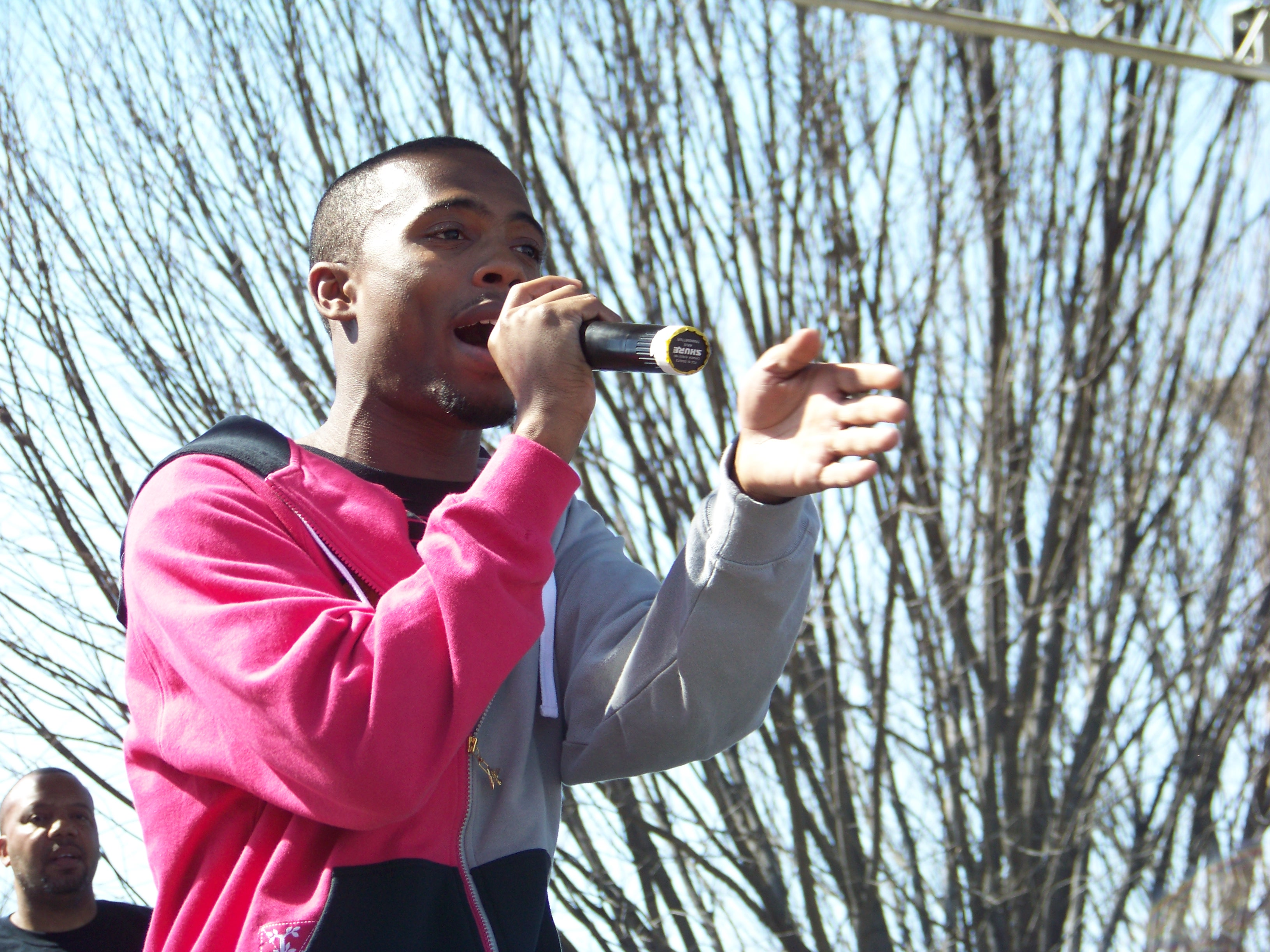
بي أو بي

وإسمه الكامل بوبي راي سيمونس (بالإنجليزية: Bobby Ray Simmons Jr.) وإسمه الفني بي أو بي (بالإنجليزية: B.o.B) وهو مغني هيب هوب أمريكي ولد في يوم 15 نوفمبر 1988 في وينستون-سالم، كارولاينا الشمالية وتعود أصوله إلى ديكاتور، جورجيا في الولايات المتحدة ومن أبرز أغانيه so good و both of us في سنة 2012. أثار هذا الجدل بعد أن أعلن تشكيكه بكروية الأرض.

## روابط خارجية
- بي أو بي على موقع IMDb (الإنجليزية)
- بي أو بي على موقع ميوزك برينز (الإنجليزية)
- بي أو بي على موقع رولينغ ستون (الإنجليزية)
- بي أو بي على موقع إن إن دي بي (الإنجليزية)
- بي أو بي على موقع أول ميوزيك (الإنجليزية)
- بي أو بي على موقع ديسكوغز (الإنجليزية)
- بي أو بي على موقع قاعدة بيانات الفيلم (الإنجليزية)